# Mjølner (1868)
«Мйолнир», названий на честь молота бога Тора, був четвертим із п'яти кораблів типу «Джон Еріксон», моніторів, створених для Королівського флоту Швеції та Королівського флоту Норвегії в середині 1860-х років.

## Конструкція
Під впливом використання броненосців під час Громадянської війни в США конструкція була заснована на проєкті «Монітора». Вони були розроблені під керівництвом винахідника шведського походження Джона Ерікссона, конструктора «Монітора» — і побудовані в Швеції.
«Мйолнир» зараховують також до типу «Скорпіун». Даніел Гарріс вказує, що монітори типу «Скорпіун» мали п'ять парових котлів замість чотирьох у  моніторів типу «Джон Ерікссон», а в усьому іншому кораблі були практично ідентичні. Натомість Роберт Гардінер та Пол Сільверстоун вказують на певну різницю у лінійних вимірах цих типів моніторів.

## Історія служби
Норвежці побудували один власний корабель моніторного типу, «Скорпіун», у 1865 році та заклали  інший, але норвезький парламент дозволив будівництво «Мйолнир» у 1867 році у Швеції вартістю 1 102 000 норвезьких крон.  Він був спущений на воду в 1868 році і завершений 7 вересня того ж року.  «Мйолнир» сів на мілину в Крагере 21 червня 1869 року, і його не вдалося зняти зі скель, доки з корабля не зняли корабельні боєприпаси, залізний баласт і  вугілля. Його ремонт був завершений 7 липня 1869 року на Королівській верфі в Гортені, вартістю 5000 крон.
Після ремонту в 1897 році «Мйолнир» був виведений у резерв, але була мобілізована в 1905 році, коли особиста унія між Швецією та Норвегією була розірвана. Після цього монітор повернувся до резерву і був проданий на металобрухт у 1909 році.